# Дашогуз (вилает)
Дашогуз (на туркменски: Daşoguz welaýaty, Дашогуз велаяты) е един от 5-те вилаета (провинция) в Туркменистан. Площ 73 430 km² (най-малкия по площ в Туркменистан, 14,95% от нейната площ). Население на 1 януари 2005 г. 1 370 400 души (2-ро място по население в Туркменистан, 20,92% от нейното население). Административен център град Дашогуз. Разстояние от Ашхабад до Дашогуз 575 km.

## Историческа справка
Най-старият град във вилаета е Дашогуз признат за такъв през 1924 г. под името Ташауз. Всичките останали 8 града във вилаета са утвърдени за такива след признаване на независимостта на Туркменистан през 1991 г. Бившата Ташаузка област е образувана на 21 ноември 1939 г., а на 10 януари 1963 г. е закрита и районите ѝ са прехвърлени на централно републиканско подчинение. На 14 декември 1970 г. Ташаузка област е възстановена, а на 14 декември 1992 г. е преименувана на Дашогузки вилает с административен център град Дашогуз.

## Географска характеристика
Дашогузки вилает заема северната част на Туркменистан. На северозапад, север и североизток граничи с Узбекистан, на изток – с Лебапски вилает, на юг – с Ахалски вилает и на югозапад – с Балкански вилает. В тези си граници заемат площ от 73 430 km² (най-малкия по площ в Туркменистан, 14,95% от нейната площ). Дължина от запад на изток 375 km, ширина от север на юг 300 km.
Вилаетът се намира покрай левия бряг на долното течение на река Амударя, в пустинята Каракум. Повърхнината е предимно равнинна. Северната част е заета от старите, сухи корита на Амударя (Кунядаря, Буджуню-Даудан и др.), древната долина на Амударя – Узбой, Саръкамъшката котловина (със Саръкамъшкото езеро) и югоизточната периферия на пустинното плато Устюрт – платото Капланкир с максимална височина 306 m, разположена в най-западната част на вилаета. В средата се намира депресията Акчакая, дъното на която е на -81 m н.в.
Климатът е рязко континентален с горещо и сухо лято, малоснежна и сравнително топла зима. Средна юлска температура в Дашогуз 27 °C, средна януарска -5,5 °C. Годишна сума на валежите 100 – 150 mm, с максимум през зимата и пролетта. Продължителността на вегетационния период (минимална денонощна температура 5 °C) в района на Дашогуз е 200 денонощия (най-късия в страната).
Значителни площи от Дашогузкия вилает са заети от пясъци. Преобладават сивите почви, в древноалувиалните равнини са развити такири, в низините – солончаци, а по заливната тераса на Амударя – различни ливадни почви. По пясъците расте бял саксаул, черкез, пясъчна акация, а също острица, пелин, солянка и многочислени ефемери. По заливната тераса на Амударя – ливадна растителност, малки галерийни гори, съставени от топола туранга, ива и др. Районите покрай бреговете на Амударя и немногочислените езера са обрасли с тръстика и камъш. В пустинята се срещат лисица корсак, вълк, антилопа джейран, заяк, гризачи (лалугер, пустинна мишка и др.), влечуги (костенурки, гущери, змии), птици.

## Население
На 1 януари 2005 г. населението на Дашогузкия вилает е наброявало 1 370 400 души (2-ро място по население в Туркменистан, 20,92% от нейното население). Гъстота 18,66 души/km².

## Административно-териториално деление
В административно-териториално отношение Дашогузки вилает се поделя на 9 етрапа (района), 9 града, в т.ч. 2 град със самоуправление и 7 града с районно подчинение и 1 селище от градски тип:
- Акдепински етрап (бивш ленински район), районен център град Акдепе (бивш Ленинск)
- Болдумсазки етрап (бивш Калинински район), р.ц. град Болдумсаз (бивш Калинин)
- Губадагски етрап (бивш Телмански район), р.ц. град Губадаг (бивш Телманск)
- Гурбансултан-Едже етрап (бивш Илялински район), р.ц. град Гурбансултан-Едже (бивш Иляли)
- Гьороглински етрап (бивш Тахтински район), р.ц. град Гьорогли (бивш Тахта)
- Кьонеургенчски етрап (бивш Куняургунчски район), р.ц. град Кьоне-Ургенч (бивш Куня-Ургенч)
- Ниязовски етрап (бивш Ташаузки район), р.ц. град Ниязов (бивш Тахтабазар)
- Рухубелентски етрап, р.ц. гсело Рухубелент
- Ниязовски етрап (бивш Ташаузки район), р.ц. град Ниязов (бивш Тахтабазар)
- Сапармурад Туркменбаши етрап (бивш Октябърски район), р.ц. град Сапармурад Туркменбаши (бивш Октябърск)
- Дашогуз (град) (бивш Ташауз)
- Кьоне-Ургенч (град) (бивш Куня-Ургенч)